# فرديناند (فيرمونت)
فرديناند (بالإنجليزية: Ferdinand, Vermont)‏ هي بلدة تقع في مقاطعة إسيكس (فيرمونت) بولاية فيرمونت في الولايات المتحدة. تبلغ مساحتها  (كم²)، وترتفع عن سطح البحر  م، بلغ عدد سكانها 33 نسمة في عام 2000 حسب إحصاء مكتب تعداد الولايات المتحدة .

## وصلات خارجية
- The US50 - Cities and Towns in Vermont State
- Vermont Cities and Towns, Facts, Map, Flag, Colleges, Government, and More